# Тепловодская (станция)
Тепловодская  (в кодификаторах встречается вариант «Тепловодская-Сахалинская») — недействующая железнодорожная станция Сахалинского региона Дальневосточной железной дороги. Расположена на тупиковой ветке Новоалександровка — Синегорск, названа по бывшему населённому пункту Тепловодский (47°06′55″ с. ш. 142°35′20″ в. д.).

## Деятельность
Пассажирское сообщение по станции отсутствует с 1997 года. До этого со станции курсировали 2 пары пригородных дизель-поездов Киха58 до Южно-Сахалинска. С 2004 года (с момента закрытия шахты в Синегорске) станция не используется.